# 日本カポエィラ連盟
日本カポエィラ連盟（にほんカポエィラれんめい）は、日本におけるカポエイラを統括し、代表する国内競技連盟である。

## 沿革
- 2005年11月 - ブラジル人の指導者を中心に設立

## 主な大会
- カポエィラ全国競技大会